# Ambermoon
Ambermoon je v pořadí druhá hra z Amber trilogy. Po porážce démona prostřednictvím sestavení 13 kousků artefaktu jménem Amberstar se země Lyramion srazila se svým třetím měsícem, načež se rozpadla na množství malých ostrůvků. Po devadesáti letech od událostí okolo Amberstaru začíná příběh hlavního hrdiny, vnuka hlavní postavy z prvního dílu.
Projekt Ambermoon.net je remake poůvodní hry na Amigu. Herní zážitek a herní mechanismy jsou identické s původní hrou od Thalion Software, ale remake umožňuje vyšší rozlišení, celoobrazovkový režim, hlasitost hudby, cheatovací konzoli, volitelný grafický filtr, volitelnou funkci automatického ladění a mnoho dalšího. Od verze 1.9.7 je hra dostupná v české lokalizaci